# Jakobina
A Jakobina a Jakab férfinév női párja.

## Rokon nevek
- Zsaklin: a francia Jacques (magyarul Jakab) férfinév női párjának, a Jacqueline-nak  magyar helyesírású változata.[3]

## Gyakorisága
Az 1990-es években a Jakobina szórványos, a Zsaklin igen ritka név, a 2000-es években nem szerepel a 100 leggyakoribb női név között.

## Névnapok
Jakobina
- február 8.[2]
- július 25.[2]

Zsaklin
- február 8.[3]
- május 1.[3]
- május 3.[3]
- július 25.[3]

## Híres Jakobinák, Zsaklinok
- Jaqueline Bisset színésznő
- Jacqueline Boyer francia énekesnő
- Jacqueline du Pré angol csellista
- Jacqueline Kennedy, John F. Kennedy amerikai elnök felesége
- Jacqueline McKenzie ausztrál színésznő
- Menyhárt Jacqueline balett-táncosnő
- Jacqueline Saburido egy tragikus autóbaleset áldozata és túlélője
- Jacqueline Wilson írónő
- Maczkay Zsaklin írónő, újságírónő